# یاگوش ووکوویچ
یاگوش ووکوویچ (صربی: Jagoš Vuković؛ زادهٔ ۱۰ ژوئن ۱۹۸۸) بازیکن فوتبال اهل صربستان است.
از باشگاه‌هایی که در آن بازی کرده‌است می‌توان به باشگاه فوتبال پی‌اس‌وی آیندهوون، باشگاه فوتبال وویوودینا، باشگاه فوتبال هلاس ورونا، باشگاه فوتبال قونیه‌اسپور، باشگاه فوتبال راد، باشگاه فوتبال ستاره سرخ بلگراد، و باشگاه فوتبال رودا جی‌سی کرکراد اشاره کرد.
وی همچنین در تیم‌های ملی فوتبال زیر ۲۱ سال صربستان و صربستان بازی کرده‌است.